# New Rochelle
New Rochelle é uma Cidade localizada ao sudeste do estado de Nova Iorque, no Condado de Westchester, Estados Unidos. Foi incorporada em 1899 e possui aproximadamente 77 mil habitantes, segundo dados do Censo de 2010.
Os primeiros habitantes da região foram os índios Siwanoys, pertencentes a grande liga iroquesa. Antes da chegada dos colonos, os índios venderam oficialmente estas terras. As últimas inscrições em francês nos registros municipais datam em 1738.
Durante 300 anos, a costa de New Rochelle desempenhou um papel importante na vida da comunidade. No Século XIX, a costa da cidade construíram numerosos parques.

## Geografia
De acordo com o United States Census Bureau, a cidade tem uma área de 34,3 km², onde 26,8 km² estão cobertos por terra e 7,5 km² por água.

## Demografia
Segundo o censo nacional de 2010, a sua população é de 77 062 habitantes, e sua densidade populacional é de 2 874,4 hab/km².

## Pessoas ilustres
- Matt Dillon, ator (1967)
- Jay Leno, apresentador de tv (1950)
- Walter Lantz, desenhista e animador, criador do personagem Pica-Pau (1899)
- Don McLean, cantor-compositor, nascido Donald McLean III (1945)
- Alan Menken, compositor (1949)